# Pietrari (Dâmbovița)
Pour les articles homonymes, voir Pietrari.
Pietrari est une commune du județ de Dâmbovița en Roumanie.